# Datarcae
Datarcae is een bestuurslaag in het regentschap Lebak van de provincie Banten, Indonesië. Datarcae telt 1860 inwoners (volkstelling 2010).